# Skiliftkarussell Winterberg

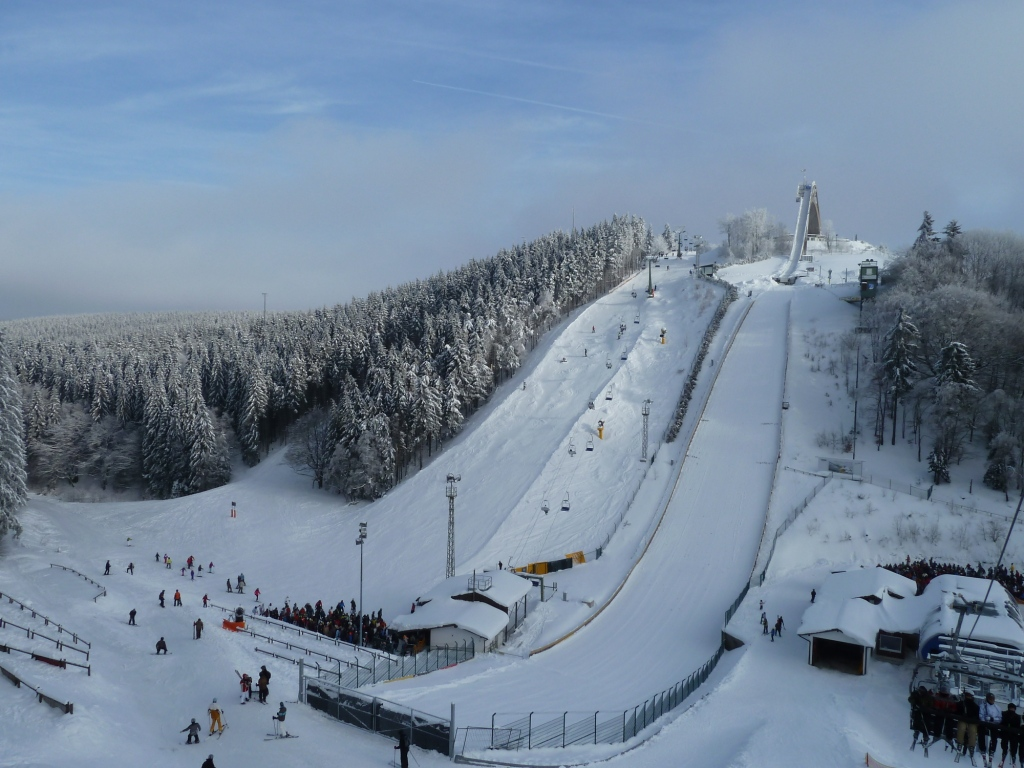
Blick aus Sessellift Quick-Jet am Poppenberg zum Herrloh mit St.-Georg-Schanze, Sessellift und Pisten im Skiliftkarussell Winterberg (Winter)

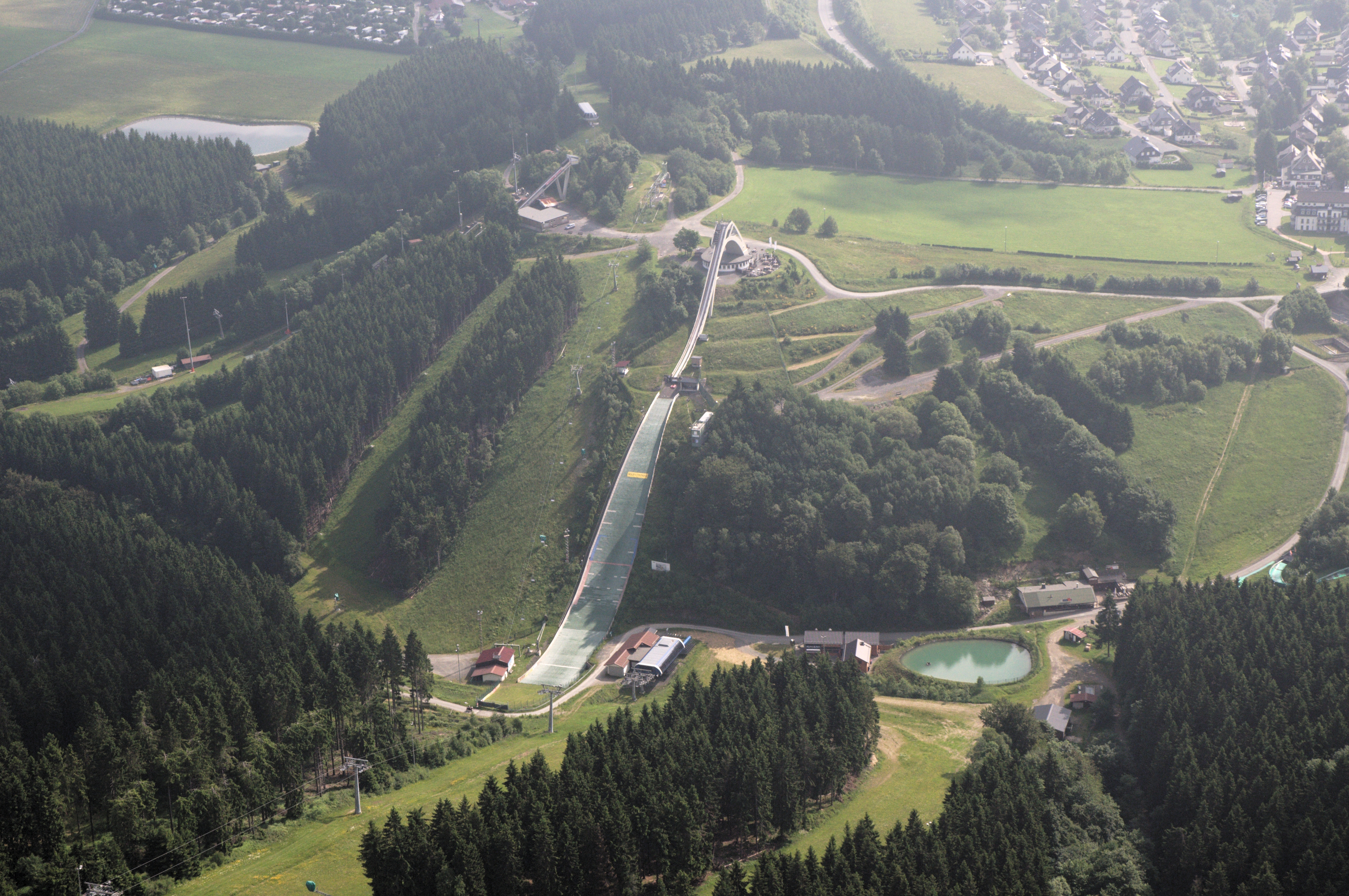
Luftbild: Herrloh mit Schanze (Sommer)

Das Skiliftkarussell Winterberg bei Winterberg im Hochsauerland ist ein Wintersportgebiet im Rothaargebirge. Es hat sich mit benachbarten Skigebieten, unter anderem jenem bei Altastenberg, dem Postwiesen-Skigebiet bei Neuastenberg und dem Skigebiet Willingen zum Ticketverbund Wintersport-ArenaCARD der Wintersport-Arena Sauerland zusammengeschlossen.
Der Begriff „Karussell“ verweist auf ein zusammenhängendes Areal aus Skipisten und -liften, das vergleichbar mit einer Skischaukel, mehrere Täler und Berge miteinander verbindet.

## Geographische Lage
Das Skiliftkarussell liegt im Naturpark Sauerland-Rothaargebirge westlich bis südwestlich von Winterberg auf etwa 590 bis 810 m Höhe. In dem besonders von der Büre durchflossenen Gebiet liegen – sortiert nach Höhe in Meter (m) über Normalhöhennull (NHN) – diese Berge:
| - Kahler Asten (841,9 m) - Bremberg (ca. 810 m) - Kappe (776 m) | - Poppenberg (745,8 m) - Herrloh (732,9 m) sowie - Sürenberg (Bremberg-Nordostausläufer) |

Das Skiliftkarussell weist eine West-Ost-Ausdehnung von rund 2,5 Kilometern (km) und eine Nord-Süd-Ausdehnung von etwa 2 km auf. Den niedrigsten Punkt bildet die Talstation der Sesselbahn Kappe mit 590 m, die höchste Stelle die Bergstation eines Liftes auf dem Bremberg (ca. 810 m), da der Kahle Asten nicht bis zum Gipfel mit Liften erschlossen ist.

## Liftanlagen und Abfahrten
Aktuell (Stand 2019) verfügt das Skigebiet über insgesamt 26 Aufstiegsanlagen, davon 24 für den Skibetrieb und 1 (Lift-Nr. 20) für Rodler/Schlittenfahrer. Letztere können auch den 4er-Sessellift an der Astenstraße (Lift-Nr. 1) mit Skifahrern zusammen nutzen. Die Beförderungsleistung aller Anlagen summiert sich auf rund 37.000 Personen pro Stunde und wird vor allem durch kapazitätsstarke Sesselbahnen generiert. Zu den die oben genannten sechs Berge erschließenden Liftanlagen für den Skibetrieb zählen:
| - 2× 8er-Sesselbahn - 6× 6er-Sesselbahn - 4× 4er-Sessellift | - 1× 2er-Sessellift - 8× Schlepplift, darunter 3× Seil- bzw. Übungslift - 4× Förderband |

Im Skiliftkarussell wurde 2012 die erste 8er-Sesselbahn Deutschlands in Dienst gestellt, die als Besonderheit eine unterirdisch errichtete Talstation aufweist. Die neueste Anlage ist eine kuppelbare 6er-Sesselbahn am Büre-Herrloh-Hang und eine weitere 8er-Sesselbahn am Poppenberghang, die zum Winter 2015/2016 ihren Betrieb aufnehmen werden. In den Jahren 2010 bis 2015 wurden 8 Sesselbahnen, 1 Schlepplift und 1 Förderband neu errichtet. Das Skiliftkarussell weist somit den modernsten Bestand und die höchste Anzahl an Sesselbahnen aller deutschen Skigebiete auf.
Das Skigebiet hat nach Betreiberangaben 32 Abfahrten mit einer Gesamtlänge von 27,5 km. Nach dem Schwierigkeitsgrad werden 14 km als leicht (blau), 12 km als mittelschwer (rot) und 1,5 km als schwer (schwarz) eingestuft. Mit 360 Schneeerzeugern können 28 Abfahrten auf 26 km Länge maschinell beschneit werden. Zu den längsten Abfahrten zählen die Verbindung vom Bremberggipfel zur Büre (ca. 1,6 km) sowie die Waldschneise an der Kappe (1,2 km), den größten Höhenunterschied überwinden die Abfahrten an der Kappe – Slalomhang, Waldschneise und Panoramaabfahrt – mit rund 180 m.

## Weitere Wintersportanlagen
Im Skiliftkarussell befinden sich weitere Wintersportanlagen, darunter die St.-Georg-Schanze auf dem Südwesthang des Herrlohs und vier weitere kleine Skisprungschanzen auf dessen Nordwesthang, die Bobbahn Winterberg auf der Nordostflanke der Kappe und ein Langlaufstadion am Bremberg. Die St.-Georg-Schanze, und die Bobbahn Winterberg werden für Wettkämpfe genutzt. Auf der Schanze wurden bereits Deutsche Meisterschaften und der Sommer-Grand-Prix der Nordischen Kombination ausgetragen. Auf der Bobbahn finden in den Wintermonaten Wettkämpfe im Bob-, Rodel- und Skeletonsport statt; dort wurde mehrmals die Wok-WM als Fernsehsendung von ProSieben veranstaltet.

## Sommernutzung
Im Sommer wird im Skiliftkarussell insbesondere das Areal an der Kappe touristisch genutzt, unter anderem durch einen Radsportpark, eine Sommerrodelbahn und eine Wanderbrücke mit Aussichtsplattformen. Für Mountainbiker laufen hier drei Sesselbahnen im Sommerbetrieb. Die Liftbetreiber am Poppenberg haben in den Sommermonaten den ersten deutschen Mountainboardpark eingerichtet. Ein 4er-Sessellift und eine 6er-Sesselbahn befördern die Sportler zu fünf verschiedenen Strecken mit unterschiedlichem Schwierigkeitsgrad, darunter ein Mountainboarder-Crossparcours und eine grüne Piste.

## Verkehr und Wandern
Zum Skiliftkarussell besteht eine direkte Anbindung von den Bundesstraßen 236 und 480, die hier zwischen Winterberg und Neuastenberg einen gemeinsamen Abschnitt westlich von Winterberg bilden und durch den Herrlohtunnel führen. Während der Tunnel die Auslaufbereiche der von drei Schleppliften bedienten Skipisten am Herrloh unterführt, überquert nahe dem Bremberg eine Skibrücke und eine 6er-Sesselbahn den gemeinsamen Bundesstraßenabschnitt. Von diesem Abschnitt zweigen die Landesstraße 640 nach Altastenberg und weitere Stichstraßen ab. Mehrere Parkplätze, die auch Wanderern als Start- und Zielpunkt in die Region dienen, sind vorhanden. Durch das Gebiet führen unter anderem der Rothaarsteig und der Europäische Fernwanderweg E1.

## Todesfall
Am 19. Februar 2021 starb der Sportholzfäller Dirk Braun durch einen Unfall, als er mit einem Schneemobil gegen das Kassenhäuschen des Herrloh-Übungsliftes fuhr. Er war als Mitarbeiter eines örtlichen Skiclub wegen Pistenarbeiten mit einem Beifahrer unterwegs. Der Beifahrer wurde verletzt mit einem Rettungshubschrauber abtransportiert.